# Mouvement démocratique des Roumains de Serbie
Le Mouvement démocratique des Roumains de Serbie (en serbe : Демократски покрет Румуна Србије, Demokratski pokret Rumuna Srbije) est un parti politique qui défend les minorités roumaines de Serbie. Il a été créé en 1991. Il est dirigé par Dimitrije Kračunović.
Le Mouvement démocratique des Roumains de Serbie a son siège à Zaječar.
Il a participé aux élections législatives serbe de 2003 au sein de l'alliance Serbie indépendante et n'a remporté aucun siège. Au second tour de l'élection présidentielle serbe de 2008, il a apporté son soutien au président sortant Boris Tadić.